# Gabriela Babnik Ouattara
Gabriela Babnik Ouattara (rojena Babnik), slovenska pisateljica, literarna kritičarka in prevajalka, * 3. september 1979, Göppingen.
Po študiju pa je potovala po Afriki. Najdlje se je zadržala v Burkina Fasu, ki je postala navdih za večino njenih del.
V slovenščino je prevedla roman nigerijske pisateljice Chimamande Ngozi Adichie Half of a Yellow Sun (Polovica rumenega sonca).
Večkrat je bila obtožena plagiatorstva. Ouattara je zanikala obtožbe in svojo rabo besedila drugih avtorjev označila za legitimno medbesedilno navajanje.

## Študij
Leta 2005 je na Filozofski fakulteti Univerze v Ljubljani opravila enopredmetni študij književnosti in literarne teorije. Leta 2010 je tam magistrirala iz Nigerijskega modernega romana.

## Kontroverze

### Plagiatorstvo

#### Spori s Katjo Zakrajšek
Leta 2015 jo je prevajalka Katja Zakrajšek javno obtožila, da je v svoji kolumni na portalu Airbeletrina prepisala več odstavkov iz romana Amerikanka pisateljice Chimamande Ngozi Adichie.
Leta 2022 je Zakrajškova opozorila, da Babnikova v svoji recenziji romana »Dekle, ženska, druga_i«  Bernardine Evaristo, objavljeni v časopisu Delo, ni dovolj označila, da temelji na spremni besedi Zakrajškove. Časopis je kasneje v spletni izdaji v podnaslov dodal stavek »Recenzija knjige temelji na spremni besedi prevajalke Katje Zakrajšek«.

#### Spor z Malino Schmidt Snoj
Marca 2024 je založba Litera po pritožbi avtorice romana Samo en ples Maline Schmidt Snoj umaknila iz prodaje roman Gabriele Babnik Ouattara Za angele, da jim ne bo dolgčas, plačala odškodnino za 0,4 avtorske pole besedila, Malini Schmidt Snoj pa sta je javno opravičili tako založba kot Babnik Outtara.

## Zasebno
Kot mladenka je redno obiskovala knjižnico Polje. Njen mož Dramane prihaja iz Burkine Faso. Imata tri otroke. Živijo v Ljubljani.

## Nagrade
- nagrada za najboljši prvenec na Slovenskem knjižnem sejmu za roman Koža iz bombaža (2007)[13]
- slovenska nagrada Evropske unije za literaturo za roman Sušna doba (2013)[14][15]
- Stritarjeva nagrada (2013)